# Римський намісник
Римський намісник — посадова особа, яку обирали або призначали головним адміністратором римського права в одній чи кількох провінціях Римської імперії.
У римській юридичній мові загальним терміном був «Rector provinciae», незалежно від конкретних титулів, що також відображало внутрішній і стратегічний статус провінції та відповідні відмінності у владі.
В періоді ранньої імперії існувало два типи провінцій — сенаторські та імперські.

## Обов'язки намісника
Намісник був головним суддею провінції та мав виключне право призначати смертну кару. Справи про смертну кару зазвичай розглядалися перед ним особисто. Оскаржити рішення намісника можна було, лише вирушивши до Риму, де справу розглядав міський претор або навіть сам імператор. Це було дорогим і рідкісним процесом. Апеляції зазвичай не мали успіху, оскільки намісник зазвичай не приймав рішення, що суперечать волі імператора. Намісник також повинен був подорожувати провінцією, здійснюючи правосуддя у великих містах, де була необхідна його присутність.
Найважливішим обов'язком намісника було командування військовими силами провінції. У значущих провінціях це могли бути легіони, а в інших — лише допоміжні війська. Намісник мав повноваження використовувати свої сили для боротьби з організованими злочинними угрупованнями чи повстанцями без схвалення Імператора чи Сенату.
Намісник мав у своєму розпорядженні радників і співробітників, відомих як comites (лат. «компаньйони»); кількість яких залежала від його соціального становища та рангу. Ці радники слугували виконавчою радою, кожен контролював окремий аспект провінції та допомагав у прийнятті рішень. У провінціях зі значною присутністю легіонів заступником намісника зазвичай був квестор, обраний у Римі для виконання фінансових функцій і, за згодою намісника, міг командувати військами. В інших провінціях намісники самі призначали немагістратських префектів або прокурорів для управління невеликою частиною провінції та діяли як їхні заступники.

## Республіканські намісники
В епоху Римської республіки сенат призначав намісників провінцій. Це здійснювалося шляхом жеребкування або через senatus consultum (порада Сенату). Але призначення промагістратів не мали юридично обов'язкового характеру і могли бути анульовані римськими зборами.
Більшістю провінцій керували пропретори, які минулого року відслужили річний термін преторства. Провінції, якими керували пропретори, зазвичай були більш спокійними, де ймовірність повстання чи вторгнення була невеликою, але, в деяких випадках, пропреторам доручалося командувати більш проблемними провінціями.
Провінції, які лежали на окраїнах імперії і вимагали постійного військового гарнізону, керувалися проконсулами. Їм було надано повноваження керувати провінціями з фактично римськими легіонами, а не просто використовуючи ополчення.
Ці промагістрати були рівними з іншими магістратами з таким самим рівнем імперіуму і мали таку саму кількість лікторів. Вони мали майже необмежену владу в межах своїх провінцій, часто вимагаючи величезні суми грошей у населення. Хоча намісник зберігав імунітет від судового переслідування під час свого терміну, після залишення посади він ставав уразливим для переслідування за свої дії.

### Сенаторські провінції
В сенаторських провінціях сенат мав право призначати намісників. Ці провінції були далеко від кордонів імперії та вільні від ймовірності повстання, тому в них було небагато легіонів, якщо вони взагалі були (таким чином зменшуючись шанс, що Сенат може спробувати перехопити владу в Імператора).
Ці провінції перебували під владою проконсульських або пропреторських сенаторів, які називалися «проконсулами». Імператор мав право призначати їх, але втручання з його боку не завжди було потрібним. Більшість сенаторських провінцій не мали легіонів для командування намісниками, за винятком провінції Африка, де завжди був принаймні один легіон для захисту провінції від берберських племен.
Август встановив, що принаймні десять провінцій переходять під контроль римського народу через сенат. З них лише дві, Азія і Африка, насправді були керовані сенаторами з проконсульською владою, решта восьми були управляються пропреторами. Проконсульські намісники служили один рік, у той час як претори зазвичай обіймали посаду до трьох років. У кожного з них було шість лікторів, що виступали охоронцями та символами їхньої влади і статус

### Вершник-прокуратор
Імператор також контролював кілька менших, але складних провінцій, які не вимагали повного легіону. Ці провінції були передані під управління намісників високого статусу. Початково вони часто були прокураторськими провінціями, але з часом їх статус може змінитися на імперський або сенатський, відповідно до умов імперії. Намісники цих провінцій мали термін призначення п'ять років або більше.
Схоже з сенатською провінцією Африки, кінна провінція Римського Єгипту відхилялася від загального правила щодо розміщення легіонів лише в імперських провінціях. Єгипет не відповідав типовій моделі провінції; він був особистим володінням імператора, а його намісник, префект Єгипту, займав найвищий пост у ранній імперії. Пізніше ця посада стала другою за преторською, але залишилася дуже престижною.

## Пізні імператорські намісники
Намісники провінцій вважалися одними з найважливішими посадовими особами в римській імперській адміністрації, оскільки саме вони відповідали за збір податків, правосуддя і громадський порядок в своїх регіонах.
У 293 році нашої ери, за імператора Діоклетіана, розпочалися реформи провінційної адміністрації, завершені при імператорі Костянтині Великому у 318 році. Діоклетіан створив дванадцять єпархій, кожною з яких керував вікарій, діючи від імені преторіанського префекта. Кожна єпархія об'єднувала кілька римських провінцій, підпорядкованих намісникам, чий титул змінювався залежно від провінції. Хоча влада вікарія була вищою в єпархії, він підлягав преторіанському префектові, що передавав свою владу імператорові.
Повністю скасував військове командування намісників, цей процес розпочався за Діоклетіана. У тих провінціях, де стояли солдати, дукс командував прикордонними військовими частинами. Деякі дукси командували підрозділами в кількох провінціях: за ними спостерігали єпархіальні вікарії. Польовими частинами командував комес («компаньйон», звідки граф), а пізніше верховні військові командири, magistri militum.
Наприкінці свого правління Костянтин, знову наслідуючи приклад Діоклетіана, організував Римську імперію на три преторіанські префектури. Вони базувалися на територіях, контрольованих чотирма співімператорами тетрархії, двом з яких служив преторіанський префект як щось на зразок начальника штабу. Таким чином були створені три префектури: префектура Галлії, префектура Італії (пізніше розділена Константом), і префектура Сходу, кожною з яких керував призначений імператором преторіанський префект. Префект був вищою цивільною посадовою особою в кожній префектурі, підпорядковуючись лише імператору. Префект був настоятелем над вікаріями та намісниками. Він був головним апеляційним суддею, головою адміністрації префектури, головним фінансовим посадовцем і головним збирачем податків (хоча фактично збір податків здійснювався на муніципальному та сільському рівнях).